# سیارک ۶۳۳۳
سیارک ۶۳۳۳ (به انگلیسی: 6333 Helenejacq، نامگذاری:1992LG) شش هزار و سیصد و سی و سومین سیارک کشف شده‌است که در ۳ ژوئن ۱۹۹۲ کشف شد.
قدر مطلق سیارک برابر ۱۳٫۹۰ است.